# Puerta cortafuego

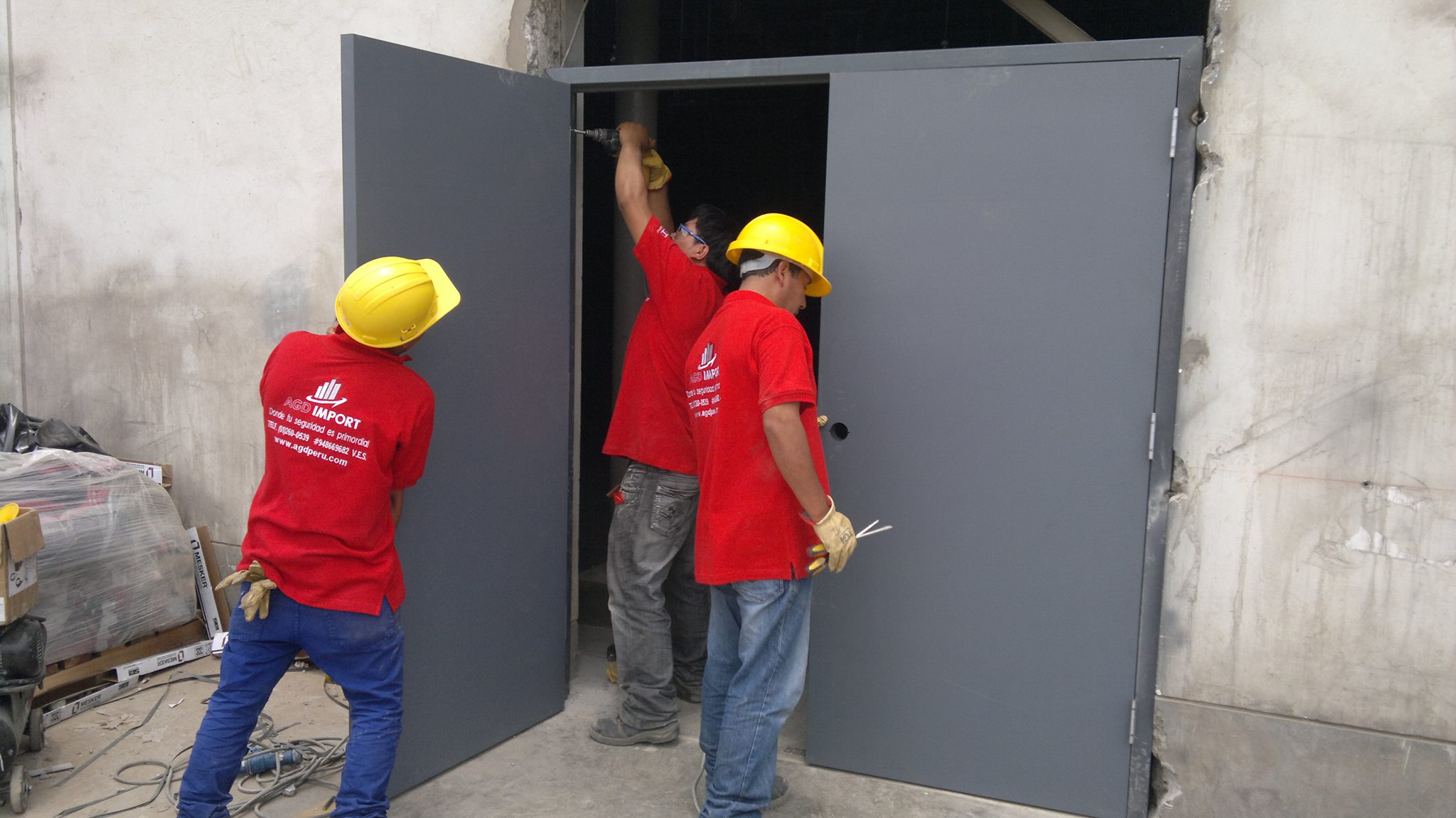
Puerta cortafuego.

Las puertas cortafuego son puertas de metal, madera o vidrio que se instalan para evitar la propagación de un incendio mediante un sistema de compartimentación y para permitir una rápida evacuación del edificio. También se las conoce como puertas RF (Resistentes al Fuego).
La característica principal de las puertas cortafuego es la propiedad de aislamiento térmico y su diseño estructural que considera las holguras para contrarrestar la dilatación metálica producto del aumento de temperaturas, generando así dos sistemas térmicos que protegen las vías de escape.
Las puertas más comunes son las pivotantes metálicas. En estas puertas se ensaya que la temperatura de la hoja no pase de 140 °C de media, 180 °C en cualquier punto de la hoja y que el marco no pase de 360 °C y por otro lado se comprueba la estanqueidad a gases inflamables.
Las puertas cortafuego se clasifican internacionalmente por su Resistencia al Fuego (RF). Según el tiempo de resistencia de temperatura media en los ensayos de aislamiento térmico, se clasifican en RF-30 (30min.), 60,...,120, 180 (minutos).
El material aislante en su interior varía dependiendo de la resistencia al fuego de la Puerta.
Las bisagras son de gran importancia. Una bisagra en mal estado origina fuerzas de oposición al movimiento, evitando que la puerta no se pueda abrir o cerrar con facilidad en momentos de dilatación por el calor.
Pasado un año de la instalación se debe comprobar mensualmente que la puerta cierra automática y completamente cuando se deja suelta, y que la cinta expansiva o intumescente termoexpandente siga correctamente adherida al marco.
Las puertas cortafuegos deben estar cerradas en el momento en que se precise, por lo tanto deben incorporar accesorio o sistema de cierre.
La eficaz protección de la puerta cortafuego, dependerá de la fortaleza operativa de cada uno de sus componentes y del mantenimiento que se le de periodicamente..

## Mantenimiento
Toda puerta cortafuegos necesita un mantenimiento preventivo, el cual mantenga inalterable sus propiedades en caso de incendio.
Las operaciones de mantenimiento a realizar irán encaminadas a:
- Estado de la Puerta
  - Ausencia de Golpes
  - Deformaciones
  - Roturas
  - Descuelgues
- Estado de los componentes fundamentales
  - Cerraduras
  - Bisagras
  - Manivelas
  - Anti-pánicos
  - Cierra Puertas
  - Vidrios
  - Juntas Intumescentes
- Capacidad de Autocierre
  - Ausencia de Obstáculos
  - Comprobación de la velocidad de Cierre
  - Comprobación del ajuste marco-hoja
  - Comprobación del ajuste hoja-suelo

Debido a las características de los componentes y aditivos que forman el aislamiento interno de la puerta, se estima la vida útil por un periodo no superior a 20 años. Aconsejándose no agotar dicho plazo si se observa deterioro en la puerta o sus componentes.